# Oligostachyum oedogonatum
Oligostachyum oedogonatum là một loài thực vật có hoa trong họ Hòa thảo. Loài này được (Z.P.Wang & G.H.Ye) Q.F.Zhang & K.F.Huang mô tả khoa học đầu tiên năm 1982.